# Scurtătura
Scurtătura (denumire originală Meek's Cutoff) este un film western din 2010 regizat de Kelly Reichardt. Filmul a fost prezentat la a 67-a ediție a Festivalului Internațional de Film de la Veneția unde a participat la competiție. Povestea filmului este vag bazată pe un incident istoric din 1845 numit „Calea spre Oregon” în care ghidul de frontieră Stephen Meek a condus o căruță prin deșertul Oregon de-a lungul unui drum care va fi denumit mai târziu Meek Cutoff.

## Distribuția
- Michelle Williams este Emily Tetherow
- Bruce Greenwood este Stephen Meek
- Shirley Henderson este Glory White
- Neal Huff este William White
- Paul Dano este Thomas Gately
- Zoe Kazan este Millie Gately
- Tommy Nelson este Jimmy White
- Will Patton este Solomon Tetherow
- Rod Rondeaux este The Cayuse

## Povestea
În 1845, un mic grup de coloniști care călătoresc prin marele deșert Oregon suspectează că ghidul lor, Stephen Meek, nu prea știe bine locurile în care se află și unde trebuie să ajungă. Ceea ce trebuia să fie o călătorie de doar două săptămâni a ajuns să dureze cinci săptămâni. Cu niciun reper înaintea ochii, tensiunile cresc pe măsură ce apa devine din ce în ce mai rară și proviziile de hrană scad.
Soțiile privesc cum bărbații lor discută despre ceea ce ar trebui să facă, fără ca ele să poată participa în luarea deciziilor. Dinamica puterii începe să se schimbe atunci când prind un indian singuratic pe care-l țin captiv pentru ca acesta să-i ducă undeva unde s-ar putea găsi apă. Întrebările devin din ce în ce mai apăsătoare pentru coloniști în timp ce se confruntă cu o scădere a resurselor: ar trebui ei să aibă încredere în Meek? Îi va conduce indianul la o sursă de apă sau le va întinde o capcană? Există și alții care îi urmăresc? Cât de mult mai pot ei supraviețui?